# William Demant Fonden
William Demant Fonden er en dansk erhvervsdrivende fond, der er hovedaktionær i William Demant Holding A/S.
Fonden blev grundlagt som  i 1957 og har som hovedformål at sikre og udbygge koncernens aktiviteter samt at støtte erhvervsmæssige og velgørende, almennyttige formål. Som eksempel på det sidste finansierede fonden 2009-2011 en del af renoveringen af Israels Plads. Fonden er gennem sine vedtægter desuden forpligtet til at støtte hørehæmmedes behov.
William Demant Fonden ejer bl.a. cirka 58 procent af aktiekapitalen i Demant A/S og ca. 42% af Jeudan A/S, der begge er noteret på Københavns Fondsbørs.
Lars Nørby Johansen er pr. 2019 formand for fonden.

## Navn
Fonds navn var ved stiftelsen William Demants og Hustru Ida Emilies Fond og havde som sin væsentligste aktivtet at eje aktier i høreapparatvirksomheden Oticon, og fonden blev i daglig tale benævnt Oticon Fonden. Fonden ændrede på et tidspunkt navn til det officielle WILLIAM DEMANTS OG HUSTRU IDA EMILIES (MILLAS) FOND - KALDET OTICON-FONDEN,men ændrede i 2019 officielt navnet til det nuværende.